# Auriac (Aude)
Pour les articles homonymes, voir Auriac.
Auriac  est une commune française située dans le sud du département en région Occitanie.
Sur le plan historique et culturel, la commune fait partie du massif des Corbières, un chaos calcaire formant la transition entre le Massif central et les Pyrénées. Exposée à un climat méditerranéen, elle est drainée par l'Orbieu, le ruisseau d'Albières, le ruisseau de Laurio, le ruisseau de Paza et par divers autres petits cours d'eau. La commune possède un patrimoine naturel remarquable : deux sites Natura 2000 (les « hautes Corbières » et la « vallée de l'Orbieu ») et quatre zones naturelles d'intérêt écologique, faunistique et floristique.
Auriac est une commune rurale qui compte 33 habitants en 2022, après avoir connu un pic de population de 277 habitants en 1831. Ses habitants sont appelés les Auriacois ou  Auriacoises.
Le patrimoine architectural de la commune comprend deux  immeubles protégés au titre des monuments historiques : la chapelle Saint-André, inscrite en 1948, et le château, inscrit en 1948.

## Géographie

### Localisation

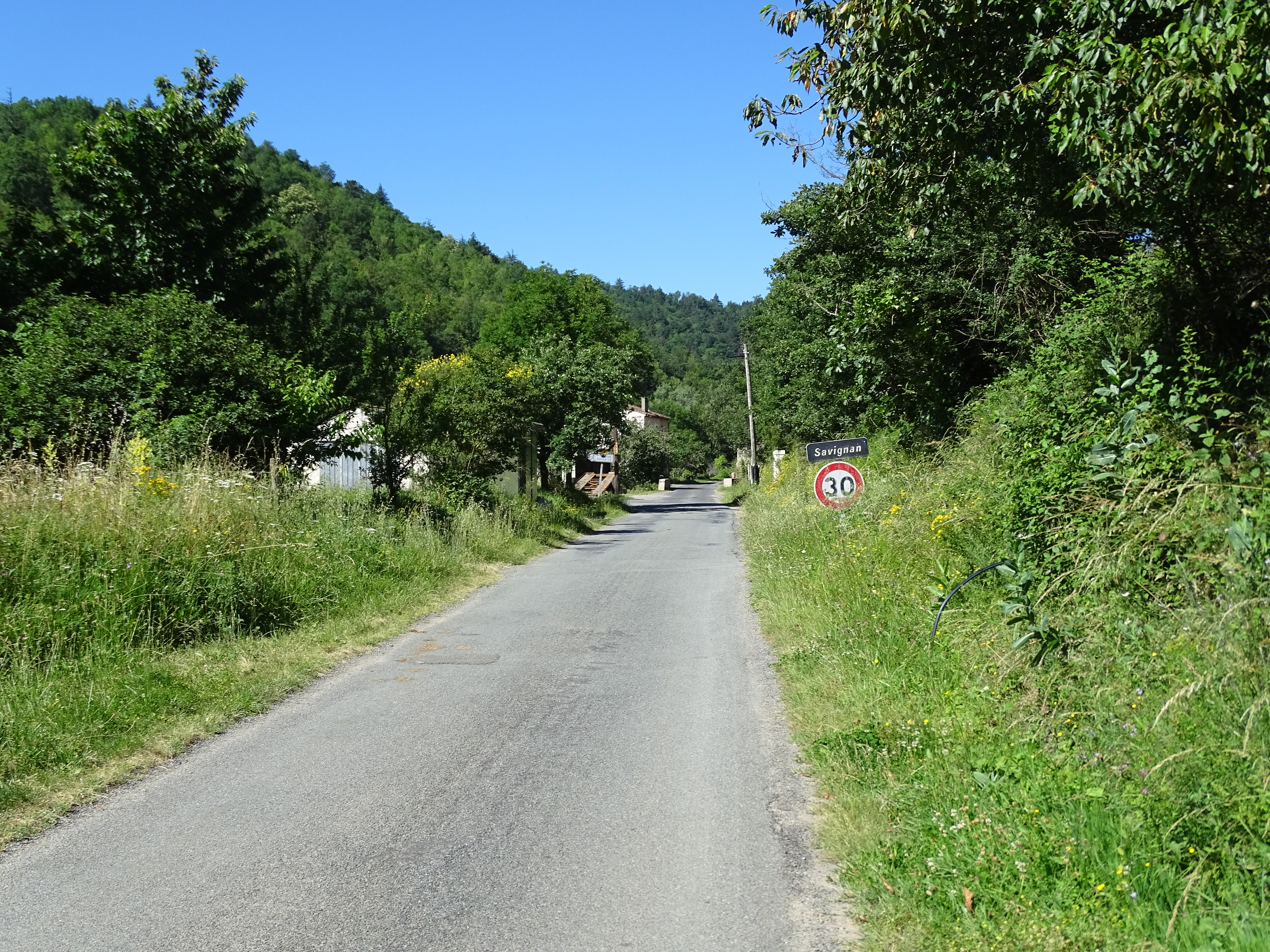
Le hameau de Savignan, au bord de l'Orbieu.

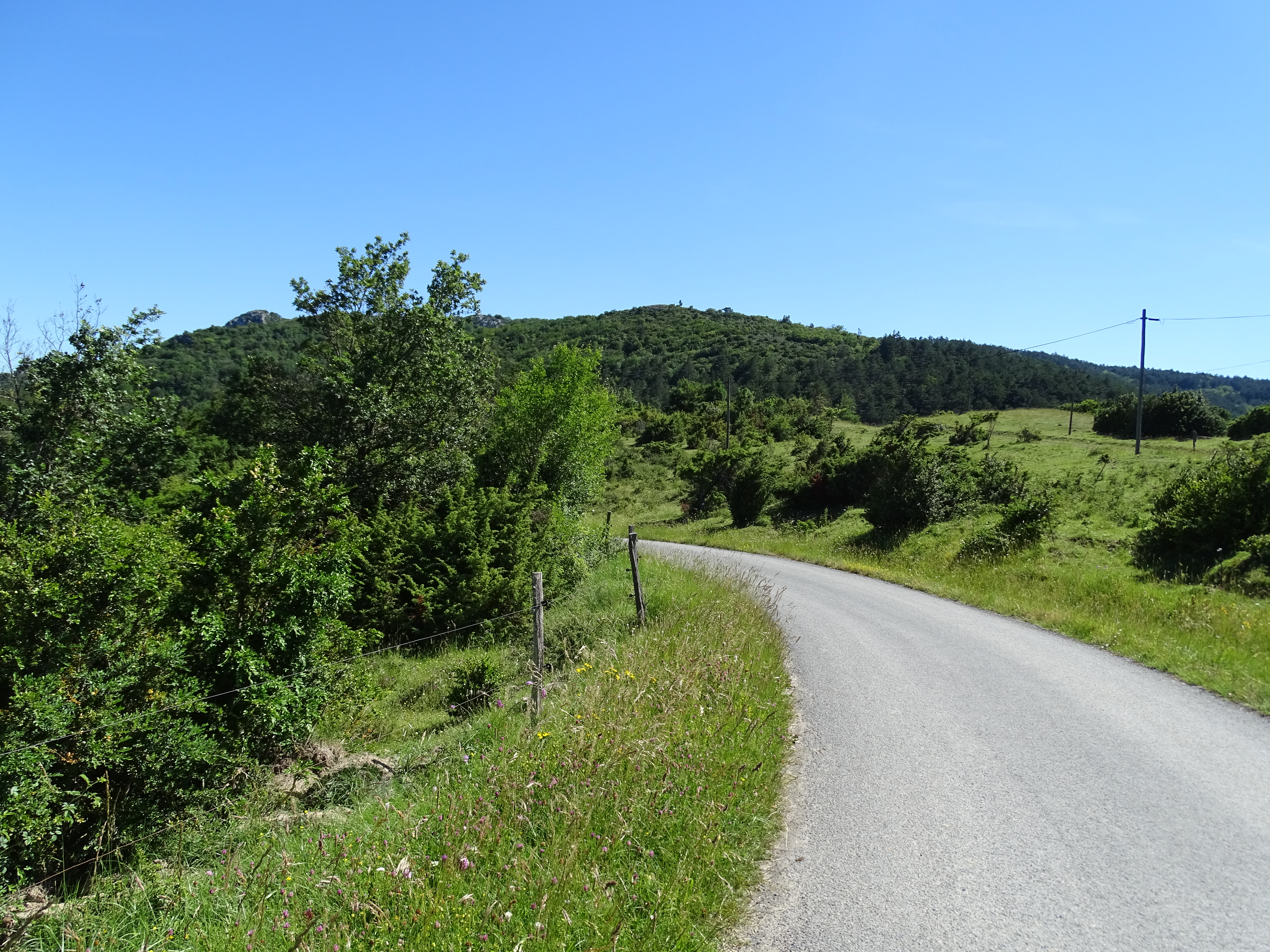
La D 212 au col de la Redoulade 752 m entre Auriac et Soulatgé.

Auriac est situé dans les Corbières, au centre du département de l'Aude. Les Corbières sont un massif des Pré-Pyrénées, et le relief s'y trouve parfois escarpé et principalement montagneux. La région est très verte car alimentée par l'Orbieu, et par de nombreuses rivières.

### Communes limitrophes
Les communes limitrophes sont  Albières, Fourtou, Lanet, Laroque-de-Fa, Massac, Mouthoumet et Soulatgé.
| Albières | Lanet    | Mouthoumet    |
| Fourtou  | Auriac   | Laroque-de-Fa |
|          | Soulatgé | Massac        |

### Géologie et relief
Auriac se situe en zone de sismicité 2 (sismicité faible).

### Hydrographie
La commune est dans la région hydrographique « Côtiers méditerranéens », au sein du bassin hydrographique Rhône-Méditerranée-Corse. Elle est drainée par l'Orbieu, le ruisseau d'Albières, le ruisseau de Laurio, le ruisseau de Paza, le ruisseau de Gabach, le ruisseau de la Grave, le ruisseau del Caula, le ruisseau de l'Espergé, le ruisseau de l'Hermita, le ruisseau d'Espéout, le ruisseau des Vaquiers et le ruisseau du Bac del Fabiès, constituant un réseau hydrographique de 24 km de longueur totale,.
L'Orbieu, d'une longueur totale de 84,1 km, prend sa source dans la commune de Fourtou et s'écoule du sud-ouest vers le nord-est. Il traverse la commune et se jette dans l'Aude à Saint-Nazaire-d'Aude, après avoir traversé 22 communes.

### Climat
Pour des articles plus généraux, voir Climat de l'Occitanie et Climat de l'Aude.
En 2010, le climat de la commune est de type climat méditerranéen altéré, selon une étude s'appuyant sur une série de données couvrant la période 1971-2000. En 2020, Météo-France publie une typologie des climats de la France métropolitaine dans laquelle la commune est dans une zone de transition entre le climat de montagne et le climat méditerranéen et est dans la région climatique Pyrénées orientales, caractérisée par une faible pluviométrie, un très bon ensoleillement (2 600 h/an), un air sec, particulièrement en hiver et peu de brouillards.
Pour la période 1971-2000, la température annuelle moyenne est de 12,4 °C, avec une amplitude thermique annuelle de 14,7 °C. Le cumul annuel moyen de précipitations est de 988 mm, avec 10 jours de précipitations en janvier et 4,5 jours en juillet. Pour la période 1991-2020, la température moyenne annuelle observée sur la station météorologique la plus proche, située sur la commune de Mouthoumet à 4 km à vol d'oiseau, est de 12,5 °C et le cumul annuel moyen de précipitations est de 837,6 mm,. Pour l'avenir, les paramètres climatiques de la commune estimés pour 2050 selon différents scénarios d’émission de gaz à effet de serre sont consultables sur un site dédié publié par Météo-France en novembre 2022.

### Milieux naturels et biodiversité

#### Réseau Natura 2000

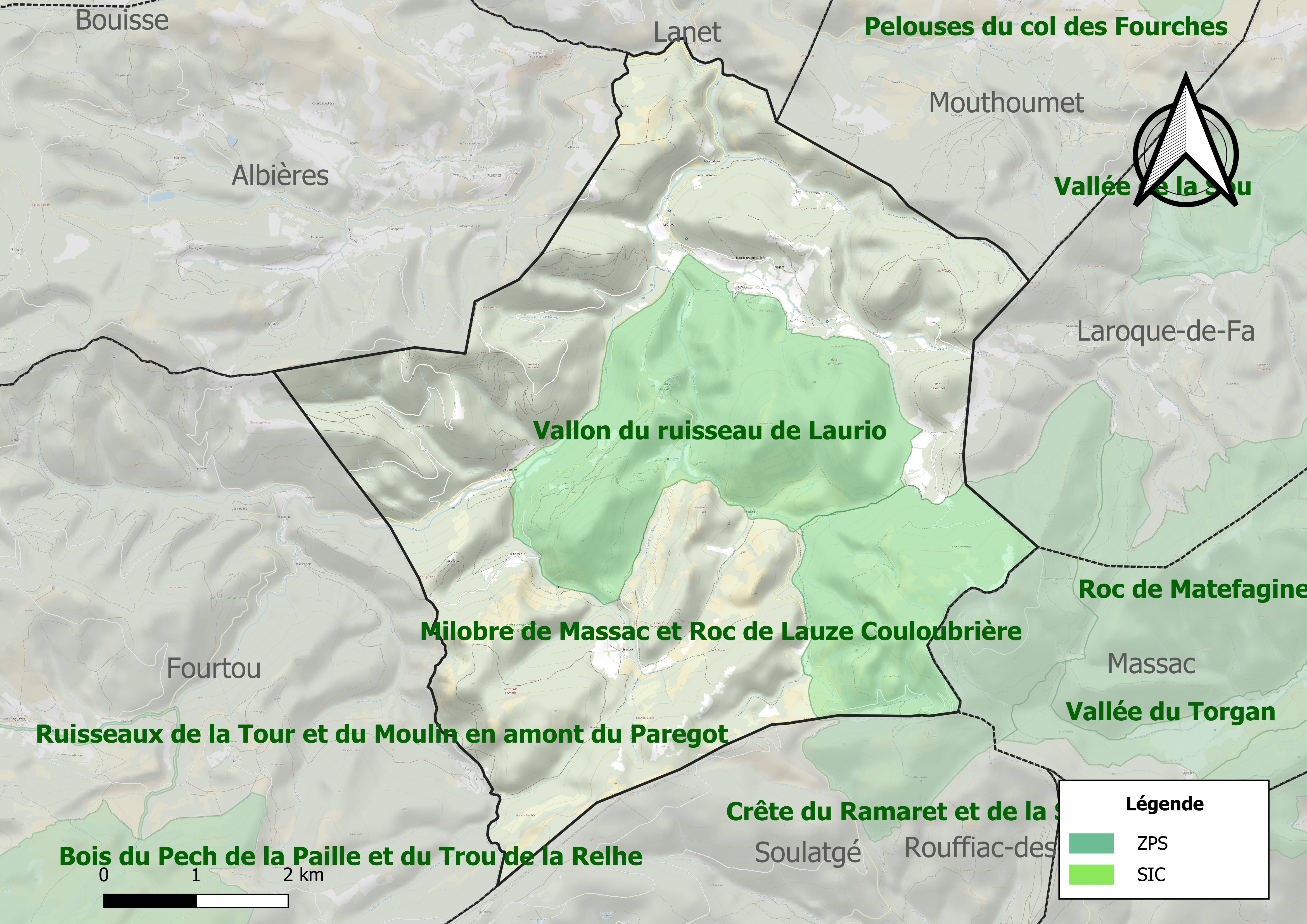
Site Natura 2000 sur le territoire communal.

Le réseau Natura 2000 est un réseau écologique européen de sites naturels d'intérêt écologique élaboré à partir des directives habitats et oiseaux, constitué de zones spéciales de conservation (ZSC) et de zones de protection spéciale (ZPS).
Un site Natura 2000 a été défini sur la commune au titre de la directive habitats :
- la « vallée de l'Orbieu », d'une superficie de 17 765 ha, servant d'habitat, entre autres, pour le Barbeau méridional et du Desman des Pyrénées en limite nord de répartition[15]

et un au titre de la directive oiseaux : 
- les « hautes Corbières », d'une superficie de 28 398 ha, accueillant une avifaune riche et diversifiée : rapaces tels que les Busards, l'Aigle Royal, le Circaète Jean-le-Blanc, qui trouvent sur place des conditions favorables à la nidification et à leur alimentation du fait de l'importance des milieux ouverts[16].

#### Zones naturelles d'intérêt écologique, faunistique et floristique
L’inventaire des zones naturelles d'intérêt écologique, faunistique et floristique (ZNIEFF) a pour objectif de réaliser une couverture des zones les plus intéressantes sur le plan écologique, essentiellement dans la perspective d’améliorer la connaissance du patrimoine naturel national et de fournir aux différents décideurs un outil d’aide à la prise en compte de l’environnement dans l’aménagement du territoire.
Deux ZNIEFF de type 1 sont recensées sur la commune :
le « milobre de Massac et Roc de Lauze Couloubrière » (515 ha), couvrant 4 communes du département, et 
le « vallon du ruisseau de Laurio » (463 ha)
et deux ZNIEFF de type 2, : 
- les « Corbières centrales » (68 810 ha), couvrant 56 communes dont 54 dans l'Aude et 2 dans les Pyrénées-Orientales[20] ;
- les « Corbières occidentales » (59 005 ha), couvrant 66 communes du département[21].

Carte des ZNIEFF de type 1 et 2 à Auriac.
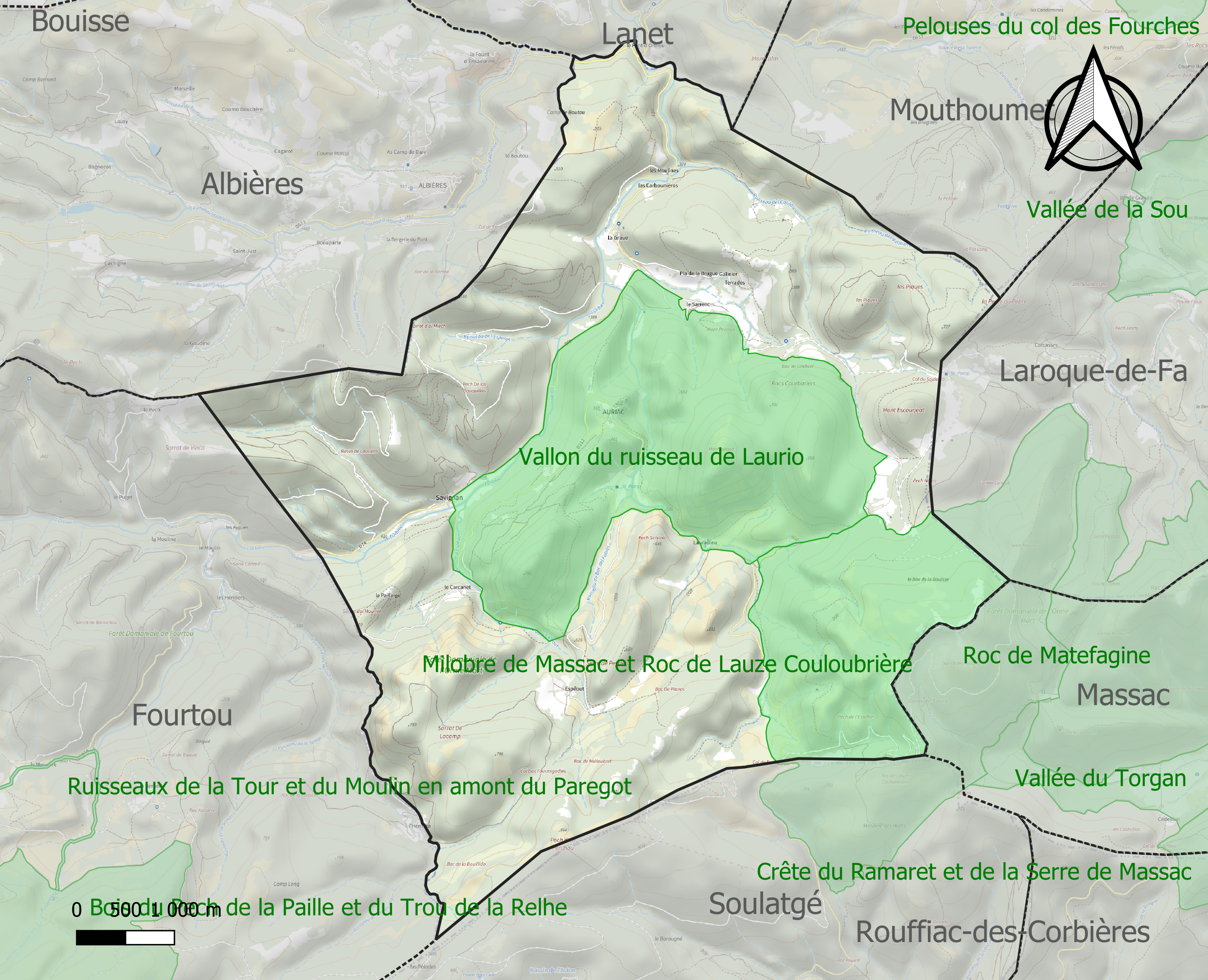
Carte des ZNIEFF de type 1 sur la commune.
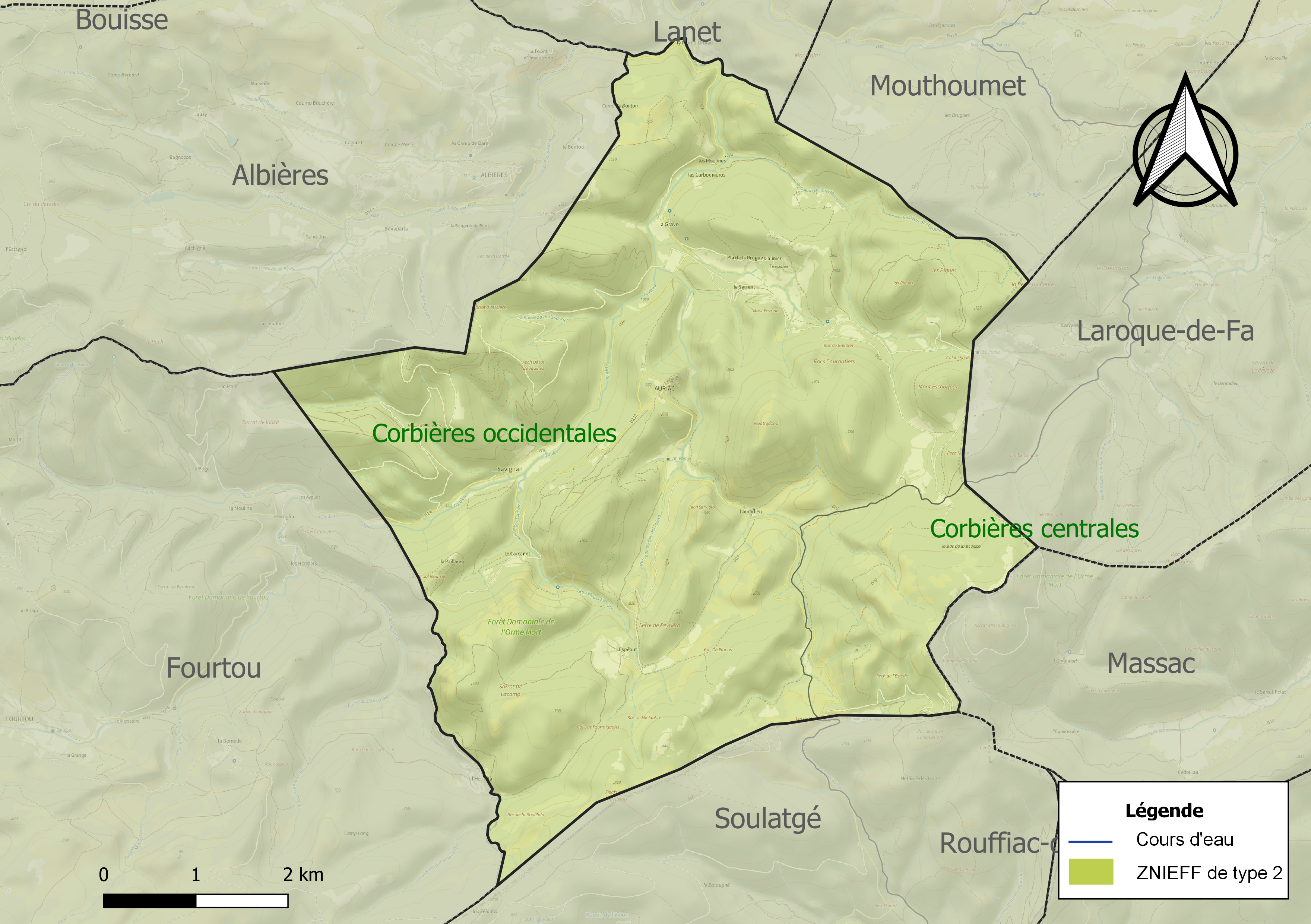
Carte des ZNIEFF de type 2 sur la commune.

## Urbanisme

### Typologie
Au 1er janvier 2024, Auriac est catégorisée commune rurale à habitat très dispersé, selon la nouvelle grille communale de densité à 7 niveaux définie par l'Insee en 2022.
Elle est située hors unité urbaine et hors attraction des villes,.

### Occupation des sols
L'occupation des sols de la commune, telle qu'elle ressort de la base de données européenne d’occupation biophysique des sols Corine Land Cover (CLC), est marquée par l'importance des forêts et milieux semi-naturels (96,5 % en 2018), en augmentation par rapport à 1990 (95,4 %). La répartition détaillée en 2018 est la suivante : 
forêts (78,2 %), milieux à végétation arbustive et/ou herbacée (18,4 %), prairies (3,4 %), zones agricoles hétérogènes (0,1 %). L'évolution de l’occupation des sols de la commune et de ses infrastructures peut être observée sur les différentes représentations cartographiques du territoire : la carte de Cassini (XVIIIe siècle), la carte d'état-major (1820-1866) et les cartes ou photos aériennes de l'IGN pour la période actuelle (1950 à aujourd'hui).

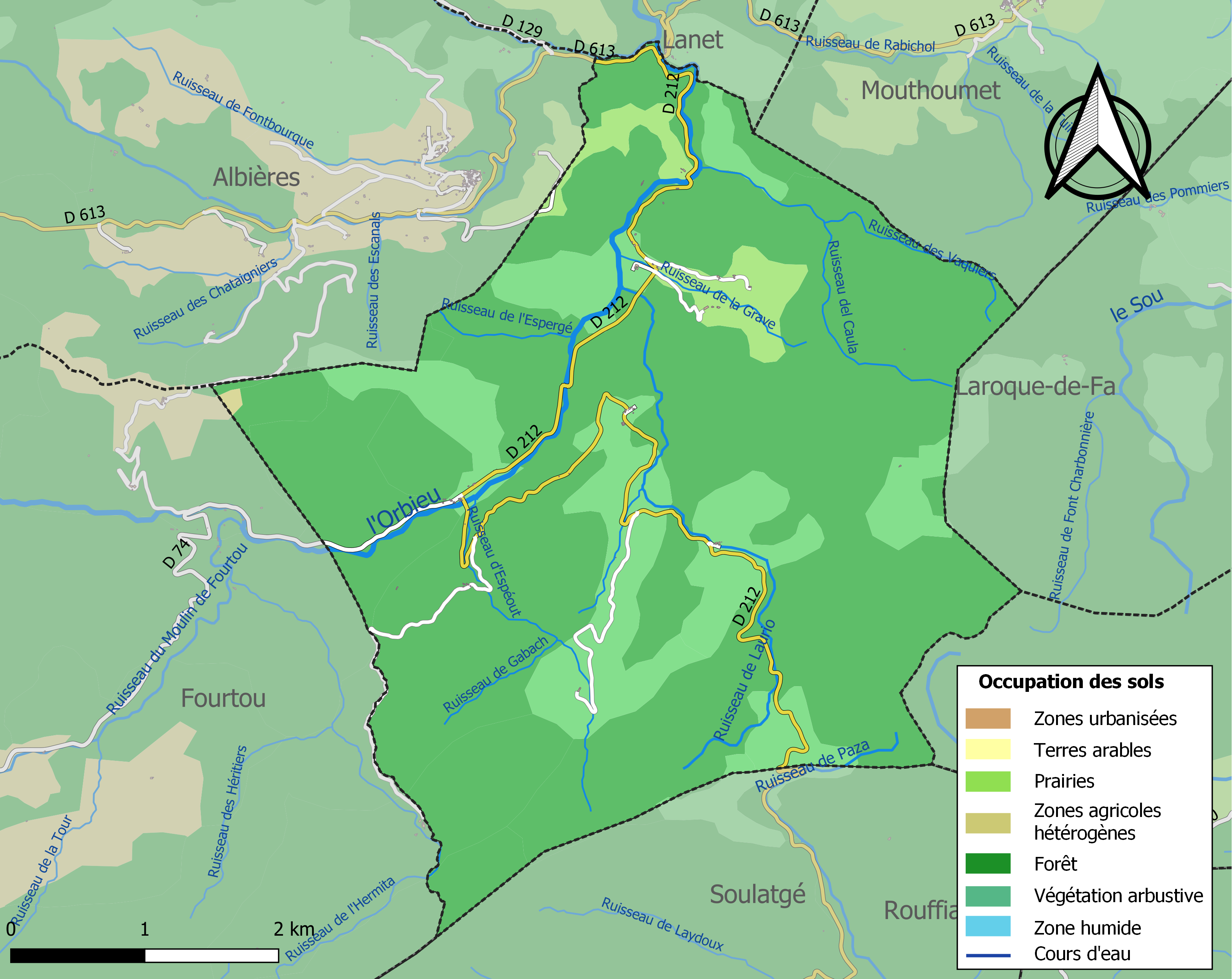
Carte des infrastructures et de l'occupation des sols de la commune en 2018 (CLC).

### Risques majeurs
Le territoire de la commune d'Auriac est vulnérable à différents aléas naturels : météorologiques (tempête, orage, neige, grand froid, canicule ou sécheresse), inondations, feux de forêts et séisme (sismicité faible). Il est également exposé à un risque particulier : le risque de radon. Un site publié par le BRGM permet d'évaluer simplement et rapidement les risques d'un bien localisé soit par son adresse soit par le numéro de sa parcelle.

#### Risques naturels
Certaines parties du territoire communal sont susceptibles d’être affectées par le risque d’inondation par débordement de cours d'eau, notamment l'Orbieu. La commune a été reconnue en état de catastrophe naturelle au titre des dommages causés par les inondations et coulées de boue survenues en 1982, 1992, 1996, 1999, 2009, 2014 et 2018,.

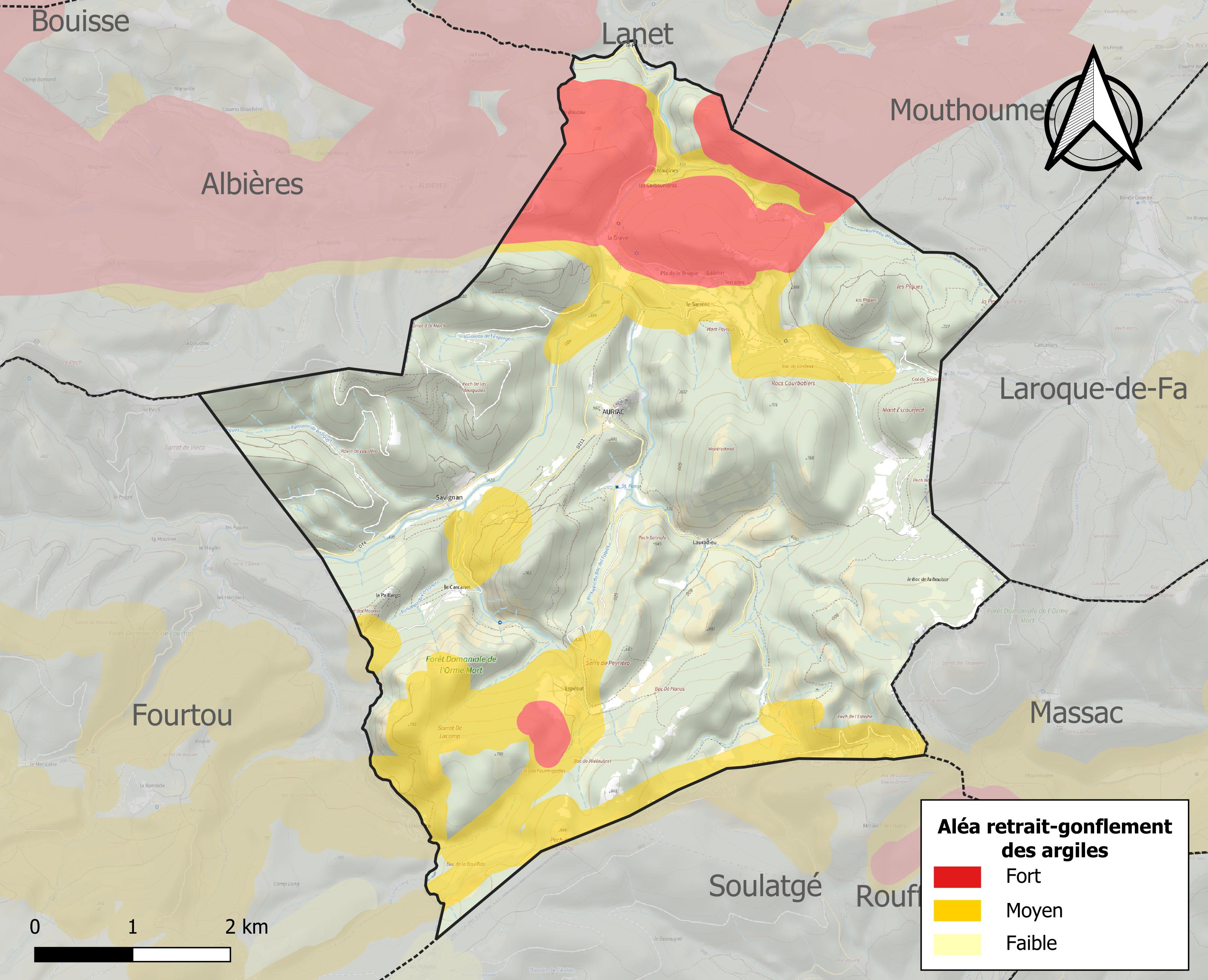
Carte des zones d'aléa retrait-gonflement des sols argileux d'Auriac.

Le retrait-gonflement des sols argileux est susceptible d'engendrer des dommages importants aux bâtiments en cas d’alternance de périodes de sécheresse et de pluie. 30,7 % de la superficie communale est en aléa moyen ou fort (75,2 % au niveau départemental et 48,5 % au niveau national). Sur les 36 bâtiments dénombrés sur la commune en 2019, 18 sont en aléa moyen ou fort, soit 50 %, à comparer aux 94 % au niveau départemental et 54 % au niveau national. Une cartographie de l'exposition du territoire national au retrait gonflement des sols argileux est disponible sur le site du BRGM,.

#### Risque particulier
Dans plusieurs parties du territoire national, le radon, accumulé dans certains logements ou autres locaux, peut constituer une source significative d’exposition de la population aux rayonnements ionisants. Certaines communes du département sont concernées par le risque radon à un niveau plus ou moins élevé. Selon la classification de 2018, la commune d'Auriac est classée en zone 2, à savoir zone à potentiel radon faible mais sur lesquelles des facteurs géologiques particuliers peuvent faciliter le transfert du radon vers les bâtiments.

## Toponymie
Auriac est un nom de domaine gallo-romain formé avec le suffixe -ac sur le nom de personne latin Aurius.

## Histoire
Ce sont les Romains qui commencent l’exploitation de mines dans les Hautes-Corbières.
Au XIe siècle est construit le château d'Auriac.
On sait qu’en l’an 1070 il est vendu par Rengarde, comtesse de Carcassonne, à Raymond, comte de Barcelone.
L’édifice se composait de deux enceintes dominées au nord par un petit donjon, en ruine aujourd’hui.
Dans l’espace compris entre les deux enceintes, se dresse un vaste logis, sans conteste le plus bel élément de l’ensemble. Cette forteresse gardait le chemin qui faisait communiquer la vallée du Verdouble et celle de l’Orbieu, c’est-à-dire le Peyrepertuse et le Termenès.
Par le col de Redoulade, ce chemin traversait le chemin de l’Orme Mort, longeait le ruisseau de Redoulade, en contrebas de la route actuelle puis, après le hameau de Lauradieu, suivait le ruisseau de Laurio qui, après Auriac, rejoint la haute vallée de l’Orbieu. Le château fut de style roman, restauré au XVe siècle. Dominant les vallées, il s’élève sur un rocher escarpé. De puissantes murailles surplombent à l’est un précipice où s’écoule une cascade, la plus haute des Corbières qui, en trois bonds, s’élance dans l’Orbieu. En 865, Charles le Chauve confie ce territoire aux comtes de Carcassonne.
Une épidémie en 1752
L'évolution des décès qui figurent sur le site des Archives du département de l'Aude met en évidence une épidémie survenue en 1752. Avant et après cette année on compte environ quatre décès par an. Et là subitement on constate 26 décès.

## Politique et administration

### Découpage territorial
La commune d'Auriac est membre de la communauté de communes de la Région Lézignanaise, Corbières et Minervois, un établissement public de coopération intercommunale (EPCI) à fiscalité propre créé le 20 décembre 2012 dont le siège est à Lézignan-Corbières. Ce dernier est par ailleurs membre d'autres groupements intercommunaux.
Sur le plan administratif, elle est rattachée à l'arrondissement de Narbonne, au département de l'Aude, en tant que circonscription administrative de l'État, et à la région Occitanie.
Sur le plan électoral, elle dépend du canton des Corbières pour l'élection des conseillers départementaux, depuis le redécoupage cantonal de 2014 entré en vigueur en 2015, et de la troisième circonscription de l'Aude  pour les élections législatives, depuis le redécoupage électoral de 1986.

### Liste des maires
| Période                                  | Période  | Identité      | Étiquette | Qualité |
| ---------------------------------------- | -------- | ------------- | --------- | ------- |
| mars 2001                                | 2014     | Yvette Fabre  |           |         |
| mars 2014                                | 2020     | Jean Simon    |           |         |
| 2020                                     | En cours | Bernard Sutra |           |         |
| Les données manquantes sont à compléter. |          |               |           |         |

## Démographie
L'évolution du nombre d'habitants est connue à travers les recensements de la population effectués dans la commune depuis 1793. Pour les communes de moins de 10 000 habitants, une enquête de recensement portant sur toute la population est réalisée tous les cinq ans, les populations de référence des années intermédiaires étant quant à elles estimées par interpolation ou extrapolation. Pour la commune, le premier recensement exhaustif entrant dans le cadre du nouveau dispositif a été réalisé en 2005.

En 2022, la commune comptait 33 habitants, en évolution de −21,43 % par rapport à 2016 (Aude : +2,65 %, France hors Mayotte : +2,11 %).
| 1793 | 1800 | 1806 | 1821 | 1831 | 1836 | 1841 | 1846 | 1851 |
| ---- | ---- | ---- | ---- | ---- | ---- | ---- | ---- | ---- |
| 240  | 240  | 229  | 271  | 277  | 239  | 249  | 209  | 244  |

| 1856 | 1861 | 1866 | 1872 | 1876 | 1881 | 1886 | 1891 | 1896 |
| ---- | ---- | ---- | ---- | ---- | ---- | ---- | ---- | ---- |
| 259  | 247  | 224  | 216  | 214  | 216  | 253  | 177  | 182  |

| 1901 | 1906 | 1911 | 1921 | 1926 | 1931 | 1936 | 1946 | 1954 |
| ---- | ---- | ---- | ---- | ---- | ---- | ---- | ---- | ---- |
| 149  | 161  | 146  | 103  | 103  | 118  | 114  | 79   | 78   |

| 1962 | 1968 | 1975 | 1982 | 1990 | 1999 | 2005 | 2006 | 2010 |
| ---- | ---- | ---- | ---- | ---- | ---- | ---- | ---- | ---- |
| 73   | 37   | 28   | 25   | 29   | 35   | 41   | 39   | 32   |

| 2015 | 2020 | 2022 | - | - | - | - | - | - |
| ---- | ---- | ---- | - | - | - | - | - | - |
| 42   | 35   | 33   | - | - | - | - | - | - |

## Économie

### Emploi
| Division       | 2008   | 2013   | 2018   |
| -------------- | ------ | ------ | ------ |
| Commune        | 8,7 %  | 9,1 %  | 11,8 % |
| Département    | 10,2 % | 12,8 % | 12,6 % |
| France entière | 8,3 %  | 10 %   | 10 %   |

En 2018, la population âgée de 15 à 64 ans s'élève à 19 personnes, parmi lesquelles on compte 58,8 % d'actifs (47,1 % ayant un emploi et 11,8 % de chômeurs) et 41,2 % d'inactifs,. Depuis 2008, le taux de chômage communal (au sens du recensement) des 15-64 ans est inférieur à celui du département, mais supérieur à celui de la France.
La commune est hors attraction des villes,. Elle compte 11 emplois en 2018, contre 9 en 2013 et 8 en 2008. Le nombre d'actifs ayant un emploi résidant dans la commune est de 10, soit un indicateur de concentration d'emploi de 103,1 % et un taux d'activité parmi les 15 ans ou plus de 34,4 %.
Sur ces 10 actifs de 15 ans ou plus ayant un emploi, 7 travaillent dans la commune, soit 67 % des habitants. Pour se rendre au travail, 66,7 % des habitants utilisent un véhicule personnel ou de fonction à quatre roues, 11,1 % les transports en commun et 22,2 % n'ont pas besoin de transport (travail au domicile).

### Activités hors agriculture
Un seul établissement relevant d’une activité hors champ de l’agriculture est implanté  à Auriac au 31 décembre 2019.

### Agriculture
|                                   | 1988 | 2000 | 2010 |
| --------------------------------- | ---- | ---- | ---- |
| Exploitations                     | 6    | 3    | 3    |
| Superficie agricole utilisée (ha) | 221  | 168  | 404  |

La commune fait partie de la petite région agricole dénommée « Pays de Sault ». En 2010, l'orientation technico-économique de l'agriculture  sur la commune est l'élevage d'ovins et de caprins. Trois exploitations agricoles ayant leur siège dans la commune sont dénombrées lors du recensement agricole de 2010 (six en 1988). La superficie agricole utilisée est de 404 ha.

## Culture locale et patrimoine

### Lieux et monuments

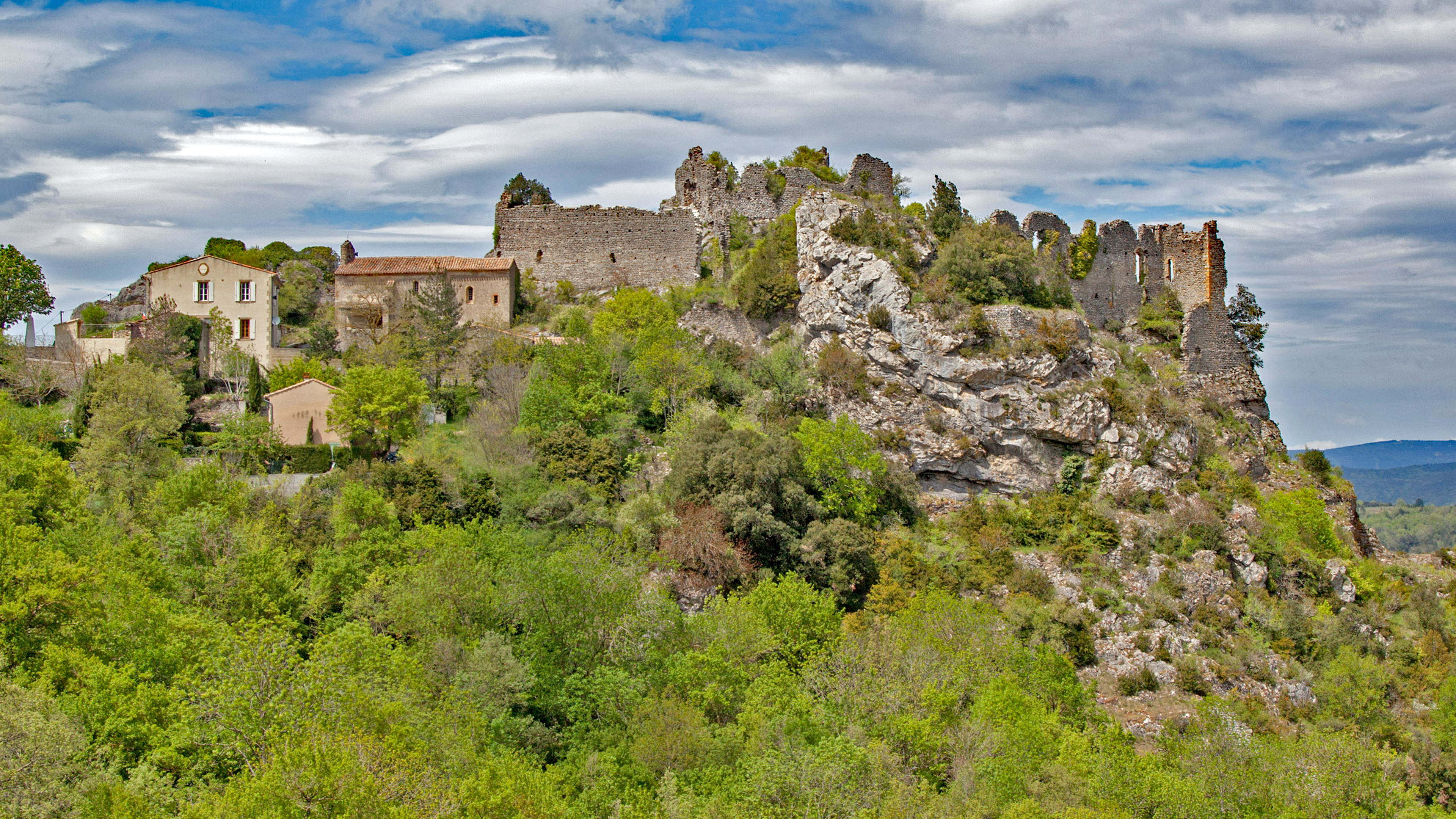
Château d'Auriac.
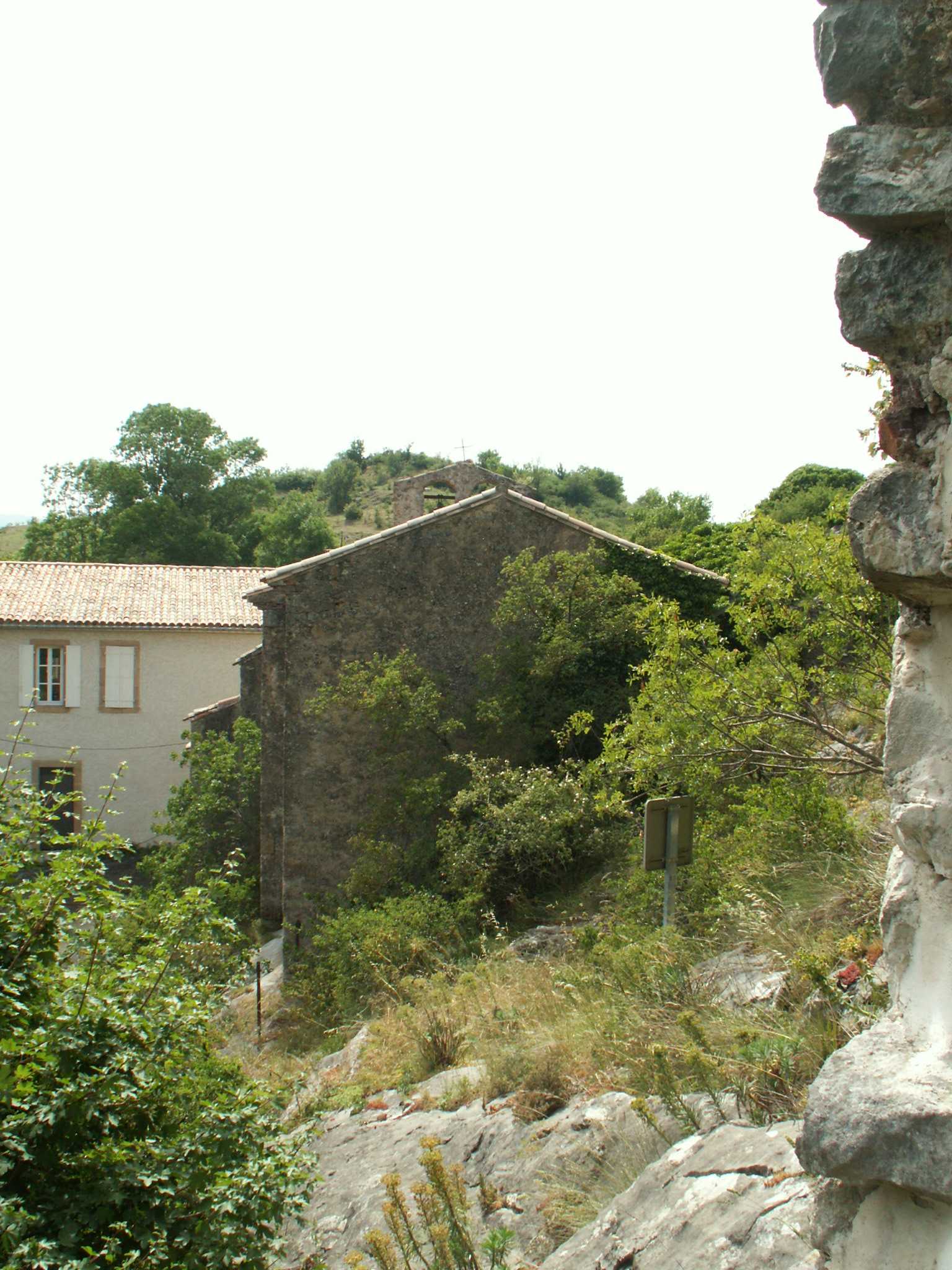
Chapelle Saint-André d'Auriac.
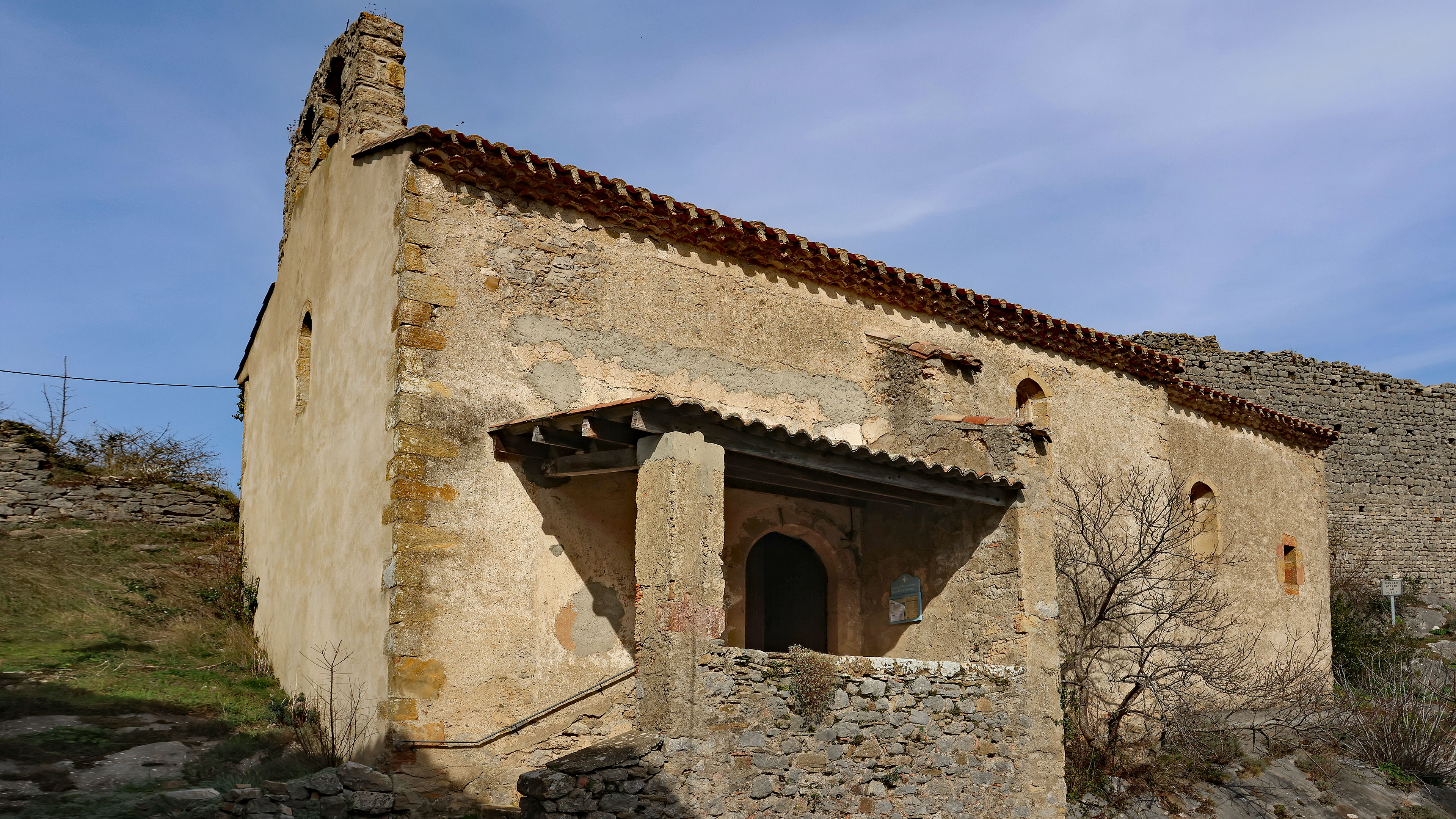
Chapelle Saint-André d'Auriac.
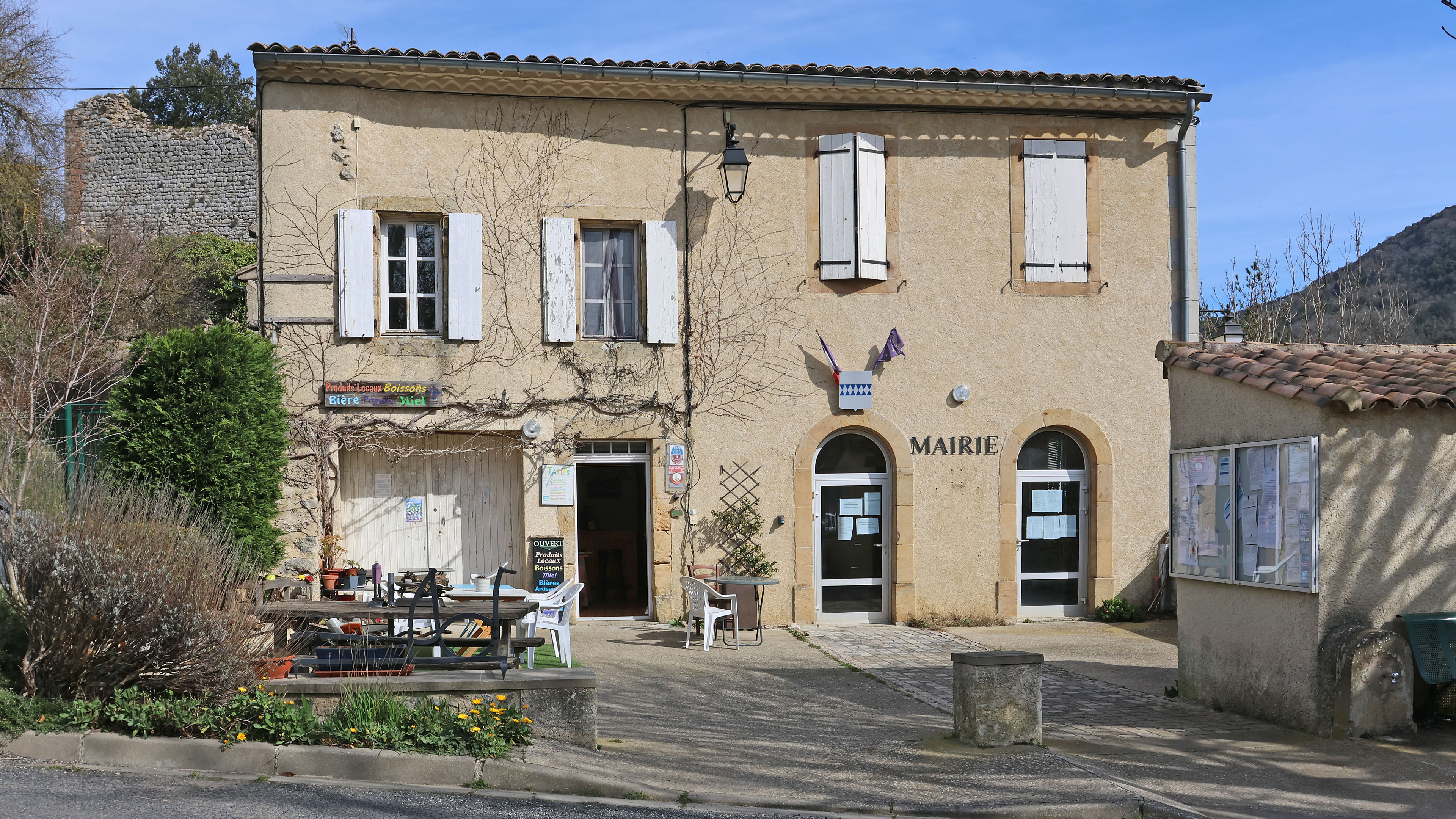
La mairie d'Auriac.

- Le château d'Auriac est un « château cathare » qui fut construit au début du XIe siècle. Aujourd'hui en ruine, il est cependant possible de venir visiter les vestiges du château qui surplombe la vallée. L'entrée du château s'effectue par le village, mais il est possible d'y monter par des chemins de terre, depuis la route nationale venant du pont d'Orbieu.
- La majorité des habitants du village vivent aux alentours du village, et la plupart des maisons sont des résidences secondaires.
- La chapelle Saint-André d'Auriac. La petite fenêtre méridionale à linteau sculpté a été inscrite au titre des monuments historiques en 1948[48].
- Église Sainte-Marie d'Auriac.
- Église de Savignan.
- Notons qu’à l’Est du village d’Auriac, furent découverts les vestiges de trois occupations et sépultures de l’âge de fer ; découverte de monnaies et atelier de faux-monnayeurs, du XVe siècle.

### Personnalités liées à la commune
François Ier y a passé la nuit du 12 décembre 1516.

### Héraldique
| Blason de Auriac | Blason  | D'argent à la fasce fuselée d'azur et d'argent.  |
| Blason de Auriac | Détails | Le statut officiel du blason reste à déterminer. |